# Топ (шах)
|   | a | b | c | d | e | f | g | h |   |
| 8 | d8 black cross · d7 black cross · d6 black cross · d5 black cross · a4 black cross · b4 black cross · c4 black cross · d4 black rook · e4 black cross · f4 black cross · g4 black cross · h4 black cross · d3 black cross · d2 black cross · d1 black cross | d8 black cross · d7 black cross · d6 black cross · d5 black cross · a4 black cross · b4 black cross · c4 black cross · d4 black rook · e4 black cross · f4 black cross · g4 black cross · h4 black cross · d3 black cross · d2 black cross · d1 black cross | d8 black cross · d7 black cross · d6 black cross · d5 black cross · a4 black cross · b4 black cross · c4 black cross · d4 black rook · e4 black cross · f4 black cross · g4 black cross · h4 black cross · d3 black cross · d2 black cross · d1 black cross | d8 black cross · d7 black cross · d6 black cross · d5 black cross · a4 black cross · b4 black cross · c4 black cross · d4 black rook · e4 black cross · f4 black cross · g4 black cross · h4 black cross · d3 black cross · d2 black cross · d1 black cross | d8 black cross · d7 black cross · d6 black cross · d5 black cross · a4 black cross · b4 black cross · c4 black cross · d4 black rook · e4 black cross · f4 black cross · g4 black cross · h4 black cross · d3 black cross · d2 black cross · d1 black cross | d8 black cross · d7 black cross · d6 black cross · d5 black cross · a4 black cross · b4 black cross · c4 black cross · d4 black rook · e4 black cross · f4 black cross · g4 black cross · h4 black cross · d3 black cross · d2 black cross · d1 black cross | d8 black cross · d7 black cross · d6 black cross · d5 black cross · a4 black cross · b4 black cross · c4 black cross · d4 black rook · e4 black cross · f4 black cross · g4 black cross · h4 black cross · d3 black cross · d2 black cross · d1 black cross | d8 black cross · d7 black cross · d6 black cross · d5 black cross · a4 black cross · b4 black cross · c4 black cross · d4 black rook · e4 black cross · f4 black cross · g4 black cross · h4 black cross · d3 black cross · d2 black cross · d1 black cross | 8 |
| 7 | d8 black cross · d7 black cross · d6 black cross · d5 black cross · a4 black cross · b4 black cross · c4 black cross · d4 black rook · e4 black cross · f4 black cross · g4 black cross · h4 black cross · d3 black cross · d2 black cross · d1 black cross | d8 black cross · d7 black cross · d6 black cross · d5 black cross · a4 black cross · b4 black cross · c4 black cross · d4 black rook · e4 black cross · f4 black cross · g4 black cross · h4 black cross · d3 black cross · d2 black cross · d1 black cross | d8 black cross · d7 black cross · d6 black cross · d5 black cross · a4 black cross · b4 black cross · c4 black cross · d4 black rook · e4 black cross · f4 black cross · g4 black cross · h4 black cross · d3 black cross · d2 black cross · d1 black cross | d8 black cross · d7 black cross · d6 black cross · d5 black cross · a4 black cross · b4 black cross · c4 black cross · d4 black rook · e4 black cross · f4 black cross · g4 black cross · h4 black cross · d3 black cross · d2 black cross · d1 black cross | d8 black cross · d7 black cross · d6 black cross · d5 black cross · a4 black cross · b4 black cross · c4 black cross · d4 black rook · e4 black cross · f4 black cross · g4 black cross · h4 black cross · d3 black cross · d2 black cross · d1 black cross | d8 black cross · d7 black cross · d6 black cross · d5 black cross · a4 black cross · b4 black cross · c4 black cross · d4 black rook · e4 black cross · f4 black cross · g4 black cross · h4 black cross · d3 black cross · d2 black cross · d1 black cross | d8 black cross · d7 black cross · d6 black cross · d5 black cross · a4 black cross · b4 black cross · c4 black cross · d4 black rook · e4 black cross · f4 black cross · g4 black cross · h4 black cross · d3 black cross · d2 black cross · d1 black cross | d8 black cross · d7 black cross · d6 black cross · d5 black cross · a4 black cross · b4 black cross · c4 black cross · d4 black rook · e4 black cross · f4 black cross · g4 black cross · h4 black cross · d3 black cross · d2 black cross · d1 black cross | 7 |
| 6 | d8 black cross · d7 black cross · d6 black cross · d5 black cross · a4 black cross · b4 black cross · c4 black cross · d4 black rook · e4 black cross · f4 black cross · g4 black cross · h4 black cross · d3 black cross · d2 black cross · d1 black cross | d8 black cross · d7 black cross · d6 black cross · d5 black cross · a4 black cross · b4 black cross · c4 black cross · d4 black rook · e4 black cross · f4 black cross · g4 black cross · h4 black cross · d3 black cross · d2 black cross · d1 black cross | d8 black cross · d7 black cross · d6 black cross · d5 black cross · a4 black cross · b4 black cross · c4 black cross · d4 black rook · e4 black cross · f4 black cross · g4 black cross · h4 black cross · d3 black cross · d2 black cross · d1 black cross | d8 black cross · d7 black cross · d6 black cross · d5 black cross · a4 black cross · b4 black cross · c4 black cross · d4 black rook · e4 black cross · f4 black cross · g4 black cross · h4 black cross · d3 black cross · d2 black cross · d1 black cross | d8 black cross · d7 black cross · d6 black cross · d5 black cross · a4 black cross · b4 black cross · c4 black cross · d4 black rook · e4 black cross · f4 black cross · g4 black cross · h4 black cross · d3 black cross · d2 black cross · d1 black cross | d8 black cross · d7 black cross · d6 black cross · d5 black cross · a4 black cross · b4 black cross · c4 black cross · d4 black rook · e4 black cross · f4 black cross · g4 black cross · h4 black cross · d3 black cross · d2 black cross · d1 black cross | d8 black cross · d7 black cross · d6 black cross · d5 black cross · a4 black cross · b4 black cross · c4 black cross · d4 black rook · e4 black cross · f4 black cross · g4 black cross · h4 black cross · d3 black cross · d2 black cross · d1 black cross | d8 black cross · d7 black cross · d6 black cross · d5 black cross · a4 black cross · b4 black cross · c4 black cross · d4 black rook · e4 black cross · f4 black cross · g4 black cross · h4 black cross · d3 black cross · d2 black cross · d1 black cross | 6 |
| 5 | d8 black cross · d7 black cross · d6 black cross · d5 black cross · a4 black cross · b4 black cross · c4 black cross · d4 black rook · e4 black cross · f4 black cross · g4 black cross · h4 black cross · d3 black cross · d2 black cross · d1 black cross | d8 black cross · d7 black cross · d6 black cross · d5 black cross · a4 black cross · b4 black cross · c4 black cross · d4 black rook · e4 black cross · f4 black cross · g4 black cross · h4 black cross · d3 black cross · d2 black cross · d1 black cross | d8 black cross · d7 black cross · d6 black cross · d5 black cross · a4 black cross · b4 black cross · c4 black cross · d4 black rook · e4 black cross · f4 black cross · g4 black cross · h4 black cross · d3 black cross · d2 black cross · d1 black cross | d8 black cross · d7 black cross · d6 black cross · d5 black cross · a4 black cross · b4 black cross · c4 black cross · d4 black rook · e4 black cross · f4 black cross · g4 black cross · h4 black cross · d3 black cross · d2 black cross · d1 black cross | d8 black cross · d7 black cross · d6 black cross · d5 black cross · a4 black cross · b4 black cross · c4 black cross · d4 black rook · e4 black cross · f4 black cross · g4 black cross · h4 black cross · d3 black cross · d2 black cross · d1 black cross | d8 black cross · d7 black cross · d6 black cross · d5 black cross · a4 black cross · b4 black cross · c4 black cross · d4 black rook · e4 black cross · f4 black cross · g4 black cross · h4 black cross · d3 black cross · d2 black cross · d1 black cross | d8 black cross · d7 black cross · d6 black cross · d5 black cross · a4 black cross · b4 black cross · c4 black cross · d4 black rook · e4 black cross · f4 black cross · g4 black cross · h4 black cross · d3 black cross · d2 black cross · d1 black cross | d8 black cross · d7 black cross · d6 black cross · d5 black cross · a4 black cross · b4 black cross · c4 black cross · d4 black rook · e4 black cross · f4 black cross · g4 black cross · h4 black cross · d3 black cross · d2 black cross · d1 black cross | 5 |
| 4 | d8 black cross · d7 black cross · d6 black cross · d5 black cross · a4 black cross · b4 black cross · c4 black cross · d4 black rook · e4 black cross · f4 black cross · g4 black cross · h4 black cross · d3 black cross · d2 black cross · d1 black cross | d8 black cross · d7 black cross · d6 black cross · d5 black cross · a4 black cross · b4 black cross · c4 black cross · d4 black rook · e4 black cross · f4 black cross · g4 black cross · h4 black cross · d3 black cross · d2 black cross · d1 black cross | d8 black cross · d7 black cross · d6 black cross · d5 black cross · a4 black cross · b4 black cross · c4 black cross · d4 black rook · e4 black cross · f4 black cross · g4 black cross · h4 black cross · d3 black cross · d2 black cross · d1 black cross | d8 black cross · d7 black cross · d6 black cross · d5 black cross · a4 black cross · b4 black cross · c4 black cross · d4 black rook · e4 black cross · f4 black cross · g4 black cross · h4 black cross · d3 black cross · d2 black cross · d1 black cross | d8 black cross · d7 black cross · d6 black cross · d5 black cross · a4 black cross · b4 black cross · c4 black cross · d4 black rook · e4 black cross · f4 black cross · g4 black cross · h4 black cross · d3 black cross · d2 black cross · d1 black cross | d8 black cross · d7 black cross · d6 black cross · d5 black cross · a4 black cross · b4 black cross · c4 black cross · d4 black rook · e4 black cross · f4 black cross · g4 black cross · h4 black cross · d3 black cross · d2 black cross · d1 black cross | d8 black cross · d7 black cross · d6 black cross · d5 black cross · a4 black cross · b4 black cross · c4 black cross · d4 black rook · e4 black cross · f4 black cross · g4 black cross · h4 black cross · d3 black cross · d2 black cross · d1 black cross | d8 black cross · d7 black cross · d6 black cross · d5 black cross · a4 black cross · b4 black cross · c4 black cross · d4 black rook · e4 black cross · f4 black cross · g4 black cross · h4 black cross · d3 black cross · d2 black cross · d1 black cross | 4 |
| 3 | d8 black cross · d7 black cross · d6 black cross · d5 black cross · a4 black cross · b4 black cross · c4 black cross · d4 black rook · e4 black cross · f4 black cross · g4 black cross · h4 black cross · d3 black cross · d2 black cross · d1 black cross | d8 black cross · d7 black cross · d6 black cross · d5 black cross · a4 black cross · b4 black cross · c4 black cross · d4 black rook · e4 black cross · f4 black cross · g4 black cross · h4 black cross · d3 black cross · d2 black cross · d1 black cross | d8 black cross · d7 black cross · d6 black cross · d5 black cross · a4 black cross · b4 black cross · c4 black cross · d4 black rook · e4 black cross · f4 black cross · g4 black cross · h4 black cross · d3 black cross · d2 black cross · d1 black cross | d8 black cross · d7 black cross · d6 black cross · d5 black cross · a4 black cross · b4 black cross · c4 black cross · d4 black rook · e4 black cross · f4 black cross · g4 black cross · h4 black cross · d3 black cross · d2 black cross · d1 black cross | d8 black cross · d7 black cross · d6 black cross · d5 black cross · a4 black cross · b4 black cross · c4 black cross · d4 black rook · e4 black cross · f4 black cross · g4 black cross · h4 black cross · d3 black cross · d2 black cross · d1 black cross | d8 black cross · d7 black cross · d6 black cross · d5 black cross · a4 black cross · b4 black cross · c4 black cross · d4 black rook · e4 black cross · f4 black cross · g4 black cross · h4 black cross · d3 black cross · d2 black cross · d1 black cross | d8 black cross · d7 black cross · d6 black cross · d5 black cross · a4 black cross · b4 black cross · c4 black cross · d4 black rook · e4 black cross · f4 black cross · g4 black cross · h4 black cross · d3 black cross · d2 black cross · d1 black cross | d8 black cross · d7 black cross · d6 black cross · d5 black cross · a4 black cross · b4 black cross · c4 black cross · d4 black rook · e4 black cross · f4 black cross · g4 black cross · h4 black cross · d3 black cross · d2 black cross · d1 black cross | 3 |
| 2 | d8 black cross · d7 black cross · d6 black cross · d5 black cross · a4 black cross · b4 black cross · c4 black cross · d4 black rook · e4 black cross · f4 black cross · g4 black cross · h4 black cross · d3 black cross · d2 black cross · d1 black cross | d8 black cross · d7 black cross · d6 black cross · d5 black cross · a4 black cross · b4 black cross · c4 black cross · d4 black rook · e4 black cross · f4 black cross · g4 black cross · h4 black cross · d3 black cross · d2 black cross · d1 black cross | d8 black cross · d7 black cross · d6 black cross · d5 black cross · a4 black cross · b4 black cross · c4 black cross · d4 black rook · e4 black cross · f4 black cross · g4 black cross · h4 black cross · d3 black cross · d2 black cross · d1 black cross | d8 black cross · d7 black cross · d6 black cross · d5 black cross · a4 black cross · b4 black cross · c4 black cross · d4 black rook · e4 black cross · f4 black cross · g4 black cross · h4 black cross · d3 black cross · d2 black cross · d1 black cross | d8 black cross · d7 black cross · d6 black cross · d5 black cross · a4 black cross · b4 black cross · c4 black cross · d4 black rook · e4 black cross · f4 black cross · g4 black cross · h4 black cross · d3 black cross · d2 black cross · d1 black cross | d8 black cross · d7 black cross · d6 black cross · d5 black cross · a4 black cross · b4 black cross · c4 black cross · d4 black rook · e4 black cross · f4 black cross · g4 black cross · h4 black cross · d3 black cross · d2 black cross · d1 black cross | d8 black cross · d7 black cross · d6 black cross · d5 black cross · a4 black cross · b4 black cross · c4 black cross · d4 black rook · e4 black cross · f4 black cross · g4 black cross · h4 black cross · d3 black cross · d2 black cross · d1 black cross | d8 black cross · d7 black cross · d6 black cross · d5 black cross · a4 black cross · b4 black cross · c4 black cross · d4 black rook · e4 black cross · f4 black cross · g4 black cross · h4 black cross · d3 black cross · d2 black cross · d1 black cross | 2 |
| 1 | d8 black cross · d7 black cross · d6 black cross · d5 black cross · a4 black cross · b4 black cross · c4 black cross · d4 black rook · e4 black cross · f4 black cross · g4 black cross · h4 black cross · d3 black cross · d2 black cross · d1 black cross | d8 black cross · d7 black cross · d6 black cross · d5 black cross · a4 black cross · b4 black cross · c4 black cross · d4 black rook · e4 black cross · f4 black cross · g4 black cross · h4 black cross · d3 black cross · d2 black cross · d1 black cross | d8 black cross · d7 black cross · d6 black cross · d5 black cross · a4 black cross · b4 black cross · c4 black cross · d4 black rook · e4 black cross · f4 black cross · g4 black cross · h4 black cross · d3 black cross · d2 black cross · d1 black cross | d8 black cross · d7 black cross · d6 black cross · d5 black cross · a4 black cross · b4 black cross · c4 black cross · d4 black rook · e4 black cross · f4 black cross · g4 black cross · h4 black cross · d3 black cross · d2 black cross · d1 black cross | d8 black cross · d7 black cross · d6 black cross · d5 black cross · a4 black cross · b4 black cross · c4 black cross · d4 black rook · e4 black cross · f4 black cross · g4 black cross · h4 black cross · d3 black cross · d2 black cross · d1 black cross | d8 black cross · d7 black cross · d6 black cross · d5 black cross · a4 black cross · b4 black cross · c4 black cross · d4 black rook · e4 black cross · f4 black cross · g4 black cross · h4 black cross · d3 black cross · d2 black cross · d1 black cross | d8 black cross · d7 black cross · d6 black cross · d5 black cross · a4 black cross · b4 black cross · c4 black cross · d4 black rook · e4 black cross · f4 black cross · g4 black cross · h4 black cross · d3 black cross · d2 black cross · d1 black cross | d8 black cross · d7 black cross · d6 black cross · d5 black cross · a4 black cross · b4 black cross · c4 black cross · d4 black rook · e4 black cross · f4 black cross · g4 black cross · h4 black cross · d3 black cross · d2 black cross · d1 black cross | 1 |
|   | a | b | c | d | e | f | g | h |   |

Топ (♖,♜) је шаховска фигура. Сваки играч на почетку партије поседује два топа, по једног у ћошковима своје стране табле. У алгебарској нотацији, бели топови почињу на позицијама a1 и h1, а црни на позицијама a8 и h8.
Топ може да се помера хоризонтално или вертикално, напред или назад, преко неограниченог броја слободних поља, као што је приказано на дијаграму. Као и већина осталих фигура, топ једе друге фигуре тако што заузме положај који је до тада заузимала непријатељска фигура. Топ такође учествује, заједно са краљем, у једном специјалном потезу - рокади. 
Првобитно је топ био представљен као кочија. персијска реч رخ (рох) значи кочија, а одговарајуће фигуре у оријенталним играма налик шаху као што су xiangqi и shogi имају назив кочија. Међутим, на западу, топ се готово увек представља као утврђена кула. Једно од могућих објашњења је да је при увожењу игре у Италију персијска реч рох постала италијанска реч 'rocca (тврђава). Још једно могуће објашњење је да топови представљају опсадне куле. Топови се у шаху обично праве тако да изгледају као куле, и зато се некада називају „тврђавама“.
Обично су топови вреднији од ловаца или коња и сматра се да су за два пешака вреднији од њих. Одузети у размени топа за коња или ловца се сматра добрим потезом. 
Сматра се да два топа вреде мало више од једне краљице.
На почетку су топови небрањени од стране осталих фигура, и због тога је пожељно да се топови здруже у првом реду, тако што се изведе рокада, а све остале фигуре (осим топова и краља) се уклоне из првог реда. У овом положају, топови штите један другога. 
Обично је циљ да се топ постави у први ред на „отворену“ колону - колону коју не заграђују пешаци, или на „полу-отворену“ колону - колону коју не заграђују пријатељски пешаци. У оваквој позицији, топ је релативно заштићен од ризика, а може да контролише свако поље у колони. Ако је једна колона посебно значајна, играч може да постави два топа на њу, једног иза другог.
Топ у седмом реду (противниковом другом реду) је обично веома моћан, јер прети противниковим непомереним пешацима, и заграђује непријатељског краља. Два топа у седмом реду су често довољна да се освоји победа, или барем реми константним задавањем шаха.
Топови су најмоћнији у завршници партије, јер могу да се крећу неометани пешацима, и да контролишу велики број поља. Нису посебно ефикасни су заустављању непријатељских пешака који напредују, осим ако заузму колону иза напредујућег пешака. На исти начин, топ најбоље штити пријатељског пешака који напредује ако се налази у истој колони као и пешак.

## Топови у хералдици
У хералдици, шаховски топови се често користе унутар грбова. За разлику од правих шаховских топова, у хералдици се обично приказују са два споља увијена рога. Ово је зато што би иначе изгледало да представљају праве тврђаве, јер у грбу нема пропорције.
У канадској хералдици, шаховски топ представља пету ћерку.